# Museo degli attrezzi artigianali
Il museo degli Attrezzi Artigianali di Lissone, ha sede nello storico Palazzo Vittorio Veneto nella centrale piazza IV Novembre.
Fondato nel 2002, anno di riqualificazione del palazzo e delle biblioteche civiche che hanno sede nello stesso edificio, il museo ha lo scopo di esporre gli antichi attrezzi artigianali, utilizzati nei secoli dai falegnami lissonesi.